# Ceratoneura kalinzu
Ceratoneura kalinzu är en stekelart som beskrevs av Ikeda 2001. Ceratoneura kalinzu ingår i släktet Ceratoneura och familjen finglanssteklar.
Artens utbredningsområde är Uganda. Inga underarter finns listade i Catalogue of Life.